# 蓬拉-塔耶堡
蓬拉-塔耶堡（法語：Ponlat-Taillebourg，法語發音：[pɔ̃la tajbuʁ]）是法国上加龙省的一个市镇，属于圣戈当区。该市镇于1790-1794年间由蓬拉（Ponlat）和塔耶堡（Taillebourg）合并而成。

## 地理
蓬拉-塔耶堡（43°6'41"N, 0°35'59"E）面积8.6 平方千米，位于法国奧克西塔尼大區上加龙省，该省份为法国西南部内陆省份，西南端与西班牙接壤，自此顺时针与上比利牛斯省、热尔省、塔恩-加龙省、塔恩省、奥德省和阿列日省接壤。
与蓬拉-塔耶堡接壤的市镇（或旧市镇、城区）包括：欧松、克拉拉克、勒屈安、卢代、普安蒂德里维埃、莱图雷耶、弗朗克维耶勒。

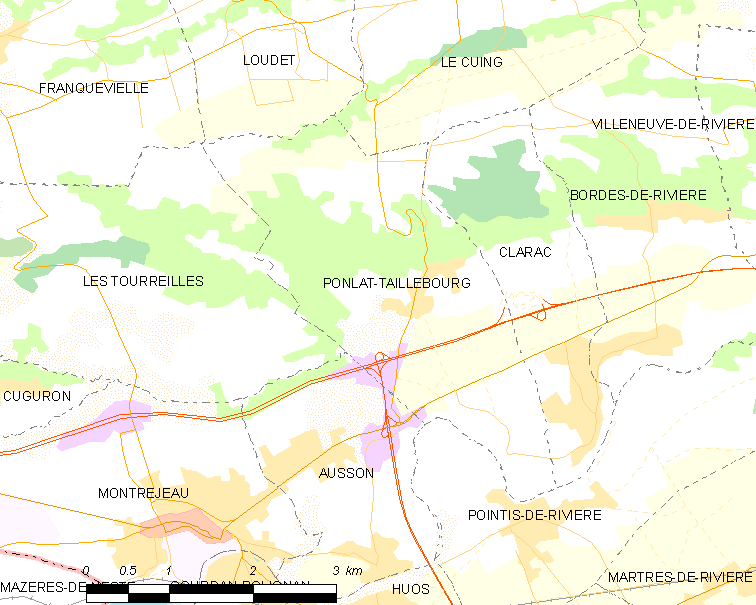
蓬拉-塔耶堡的OSM定位图

蓬拉-塔耶堡的时区为UTC+01:00、UTC+02:00（夏令时）。

## 行政
蓬拉-塔耶堡的邮政编码为31210，INSEE市镇编码为31430。

## 政治
蓬拉-塔耶堡所属的省级选区为圣戈当县。

## 人口

1962-2008年间蓬拉-塔耶堡人口变化图示

蓬拉-塔耶堡于2022年1月1日时的人口数量为622人。